# Fantasia in Fa minore (Chopin)
La Fantasia in Fa minore op. 49 è una composizione per pianoforte di Fryderyk Chopin scritta nel 1841.

## Storia
Nell'estate del 1841 Chopin soggiornò, come ogni anno, a Nohant con George Sand. Il tempo non buono lo costrinse a rimanere per lo più al chiuso in febbrile attesa della consegna, da parte di Pleyel, di un pianoforte che egli aveva richiesto. All'arrivo dello strumento il musicista riprese alcune composizioni già abbozzate a Parigi, tra cui la Fantasia in Fa minore iniziata ad aprile. A metà ottobre però non era ancora soddisfatto del suo lavoro, come scrisse all'amico Fontana. Il brano fu terminato comunque pochi giorni dopo e dedicato alla principessa Catherine de Souzzo, allieva del compositore. La pubblicazione, che fruttò a Chopin 500 franchi, avvenne a novembre 1841 a opera dell'editore Schlesinger di Parigi, seguita, a gennaio dell'anno seguente, da quella edita da Breitkopf & Härtel di Lipsia.

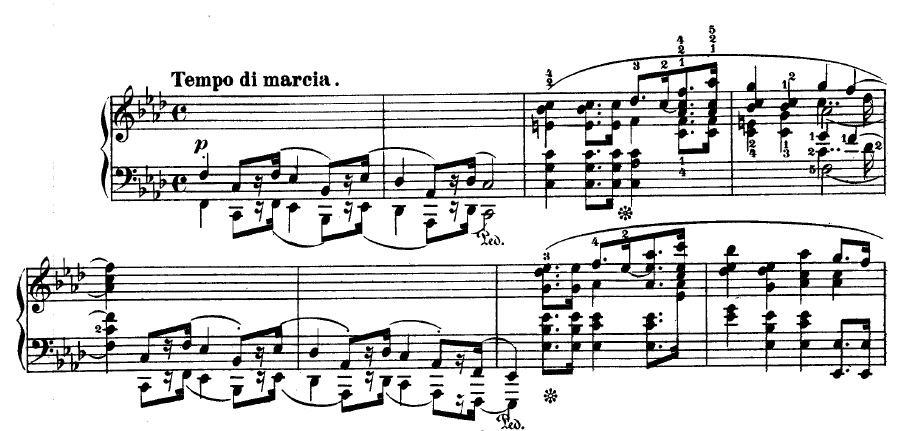
Prime battute della Fantasia in fa minore

## Analisi
Nonostante Chopin abbia dato alla sua composizione il nome di Fantasia, l'opera non va intesa come una parafrasi di arie, più o meno note, popolari o liriche, né una libera composizione ricca di immaginazione e virtuosismo. Non è semplice definire la "forma" della Fantasia in Fa minore; alcuni critici la definirono "fantastica stravaganza", altri, non riscontrando una caratteristica precisa, definirono l'opera "indistinta". La Fantasia op. 49 si può considerare un'opera a sé stante, dalla grande coerenza formale, anche se con uno schema non classificabile, nato dalla genialità del musicista polacco. Si presenta con una solida costruzione ripartita in Allegro, Adagio, Allegro e mostra una struttura molto articolata e complessa comprendente elementi di diverso carattere che vanno dalla marcia, al corale, a una grande cantabilità, a momenti di stampo quasi sinfonico. Ciò che può comunque avvicinare il brano a una Fantasia comunemente intesa sono alcune parti della composizione ispirate dall'improvvisazione. Chopin aveva scritto diversi pezzi, fin dalla giovinezza, improvvisando su arie nazionali polacche come ricorda Liszt nel suo testo su Chopin; in questa Fantasia le parti strettamente compositive si alternano a quelle dettate dall'improvvisazione.
L'opera si apre con una Marcia in 4/4 nella tonalità di Fa minore, dal carattere austero e marcato, che si può considerare una vera e propria Introduzione, infatti non si ripresenterà più nel corso dell'opera. Una serie di arpeggi dall'andamento via via crescente, simili a un'improvvisazione, portano all'esposizione del primo tema, Agitato in partitura, che muta subito nel secondo motivo, più sereno e cantabile, dalla tonalità di La bemolle maggiore. Dopo un terzo tema, dalle caratteristiche prettamente cromatiche, si passa a una nuova Marcia, più marziale e trionfale della prima; una nuova sezione di arpeggi chiude la prima parte. La sezione che segue, Lento sostenuto, in 3/4 e in Si maggiore, è decisamente contrastante con la precedente: è un brano molto simile a un Corale, quasi una preghiera, un momento raccolto che termina inaspettatamente dopo solo 24 battute. La Ripresa propone elementi precedenti, tranne le battute dell'Introduzione, sempre presentati con leggere variazioni e con diverse tonalità che ripercorrono la strada per tornare al Fa minore iniziale. Il brano termina con un accenno al Lento sostenuto, ancora in un momento di raccoglimento, per finire poi, dopo una serie di arpeggi, con due accordi contrastanti in fortissimo.
La Fantasia in Fa minore è una composizione complessa anche da un punto di vista esecutivo; le difficoltà sono molte sia interpretative, sia tecniche, in particolare per una serie di impegnativi passaggi in ottave paventati da tutti i pianisti, compresi i più grandi.